# صملاخ

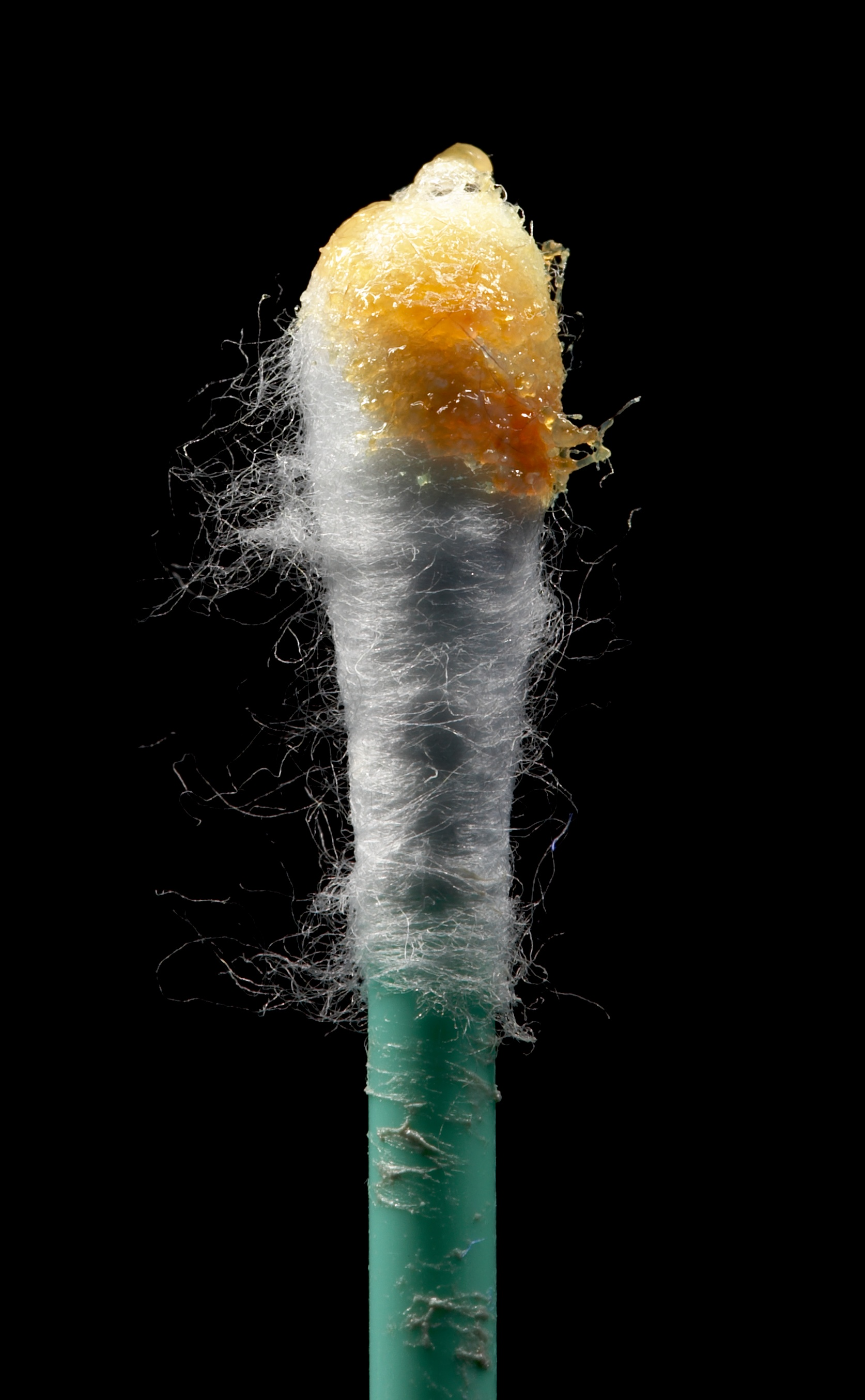
الصملاخ

الصِّملاخ هو مادة شمعية تفرز في قناة الأذن عند الإنسان والثديات الأخرى. يختلف لونه من اصفر فاتح إلى اسود، وقد يكون خفيفا إلى أكثر صلابة. يقوم بحماية قناة الأذن وتساعد في تنظيفها وتزييتها، كما توفر بعض الحماية ضد البكتيريا، الفطريات، الحشرات، والماء.
يتكون الصملاخ من خلايا جلد متساقطة، والشعر، ومن افرازات الغدد الصملاخية والغدد الشمعية التي تقع في الاذن الخارجية. المكونات الرئيسة لالصملاخ هي سلسلة طويلة من الأحماض الدهنية (سواء مشبعة أو غير مشبعة)، كحوليات، السكوالين، والكولسترول. وهو يميل إلى الحموضة.
الزيادة المفرطة في الصملاخ أو تراكمه يمكنه أن يضغط على طبلة الأذنن أو سد قناة الأذن الخارجية، مما قد يؤدي إلى فقدان السمع.

## الأسماء
الصِّملاخ أو السملاخ أو الصملوخ أو السملوخ أو أُفُّ الأذُن أو شمع الأذن[بحاجة لمصدر] (بالإنجليزية: Earwax)‏

## فزيولوجيا
يتم إنتاج الصملاخ في الجزء الثالث الخارجي الغضروفي من قناة الأذن. وهو عبارة عن مزيج من إفرازات من الغدد الدهنية وإفرازات أقل لزوجة من الغدد العرقية المفرزة المعدلة. المكونات الأساسية لشمع الأذن الرطب والجاف على حد سواء هي طبقات متساقطة من الجلد، حيث يتكون شمع الأذن في المتوسط من 60% من شمع الأذن من الكيراتين، و12-20% من الأحماض الدهنية المشبعة وغير المشبعة طويلة السلسلة، والكحول، والسكوالين، و6-9% من الكوليسترول.

### رطب أو جاف
يوجد نوعان محددان وراثياً من شمع الأذن: النوع الرطب، وهو النوع السائد، والنوع الجاف، وهو النوع المتنحي. ويحدث هذا التمييز بسبب تغيير قاعدة واحدة في "جين كاسيت C11 المرتبط بجين ATP-رابط الكاسيت C11". الأفراد من النوع الجاف متماثلو الزيجوت في الأدينين (AA) في حين أن النوع الرطب يتطلب وجود غوانين واحد على الأقل (AG أو GG). شمع الأذن الجاف رمادي أو أسمر وهشّ، ويحتوي على حوالي 20% من الدهون. يحتوي على تركيز أقل من الدهون والحبيبات الصبغية مقارنة بشمع الأذن الرطب. شمع الأذن الرطب بني فاتح أو بني داكن وله قوام لزج ولزج ويحتوي على حوالي 50% من الدهون. ويرتبط شمع الأذن الرطب برائحة الإبط، والتي تزداد بسبب إفراز العرق.
بعض سكان شرق آسيا (بما في ذلك ياماطو اليابانيين) وسكان جنوب شرق آسيا والأمريكيين الأصليين (بما في ذلك الإنويت) هم أكثر عرضة للإصابة بالنوع الجاف من شمع الأذن (رمادي اللون وقشاري)، بينما الأفارقة والأوروبيين وغيرهم من سكان شرق آسيا (بما في ذلك الأينو) هم أكثر عرضة للإصابة بشمع الأذن الرطب (بني عسلي وبرتقالي داكن إلى بني داكن ورطب). 30-50% من سكان جنوب آسيا ووسط آسيا وسكان جزر المحيط الهادئ لديهم النوع الجاف من الصملاخ.

### التنظيف
يحدث تنظيف قناة الأذن نتيجة عملية "الحزام الناقل" لانتقال الصملاخ من قناة الأذن بمساعدة حركة الفك. من الأذن العلوية تتحرك الخلايا المتكونة في وسط الغشاء الطبلي إلى جدران قناة الأذن، ثم نحو مدخل قناة الأذن. يتم أيضاً حمل الصملاخ الموجود في قناة الأذن إلى الخارج، آخذاً معه الجسيمات التي قد تكون تجمعت في القناة. تقوم حركة الفك بإزاحة الحطام من جدران قناة الأذن للمساعدة في هذه العملية.
تدخل إزالة شمع الأذن في نطاق ممارسة أطباء السمع وأطباء الأنف والأذن والحنجرة.

### التزليق
يمنع التزليق الذي يوفره الصملاخ جفاف الجلد داخل قناة الأذن. يتسبب المحتوى الدهني العالي من الزهم الذي تنتجه الغدد الدهنية في عمل الصملاخ كمرطب. في الصملاخ من النوع الرطب، تشمل هذه الدهون الكوليسترول والسكوالين والعديد من الأحماض الدهنية طويلة السلسلة والكحوليات.

### التأثيرات المضادة للميكروبات
في حين أن الدراسات التي أجريت حتى ستينيات القرن الماضي وجدت القليل من الأدلة التي تدعم النشاط المضاد للبكتيريا للصملاّن، إلا أن الدراسات الحديثة وجدت أن الصملاّن له تأثير مبيد للجراثيم على بعض سلالات البكتيريا. وُجد أن الصملاخ يقلل من قابلية مجموعة واسعة من البكتيريا، بما في ذلك المستدمية النزلية والمكورات العنقودية الذهبية والعديد من سلالات الإشريكية القولونية، وأحيانًا بنسبة تصل إلى 99%. كما تم تثبيط نمو نوعين من الفطريات التي يشيع وجودها في داء الفطريات الأذنية بشكل كبير بواسطة الصملاخ البشري. ترجع هذه الخصائص المضادة للميكروبات بشكل أساسي إلى وجود الأحماض الدهنية المشبعة والليزوزيم، وخاصةً إلى الحموضة الطفيفة للصملاخ (عادةً ما يكون الرقم الهيدروجيني حوالي 6.1 في الأفراد العاديين). وعلى العكس من ذلك، وجدت أبحاث أخرى أن الصملاخ يمكن أن يدعم نمو الميكروبات، وقد وُجد أن بعض عينات الصملاخ تحتوي على عدد بكتيريا يصل إلى 107 بكتيريا/غرام من الصملاخ. كانت البكتيريا في الغالب من الكائنات الحية.

## تشكل الصملاخ
توجد في قناة الأذن دهون، وزيوت، وكذلك غدد صغيرة تفرز المادة الشمعية حتى تحافظ على نظافة الطبل، وتمنع دخول أي أجسام غريبة من حشرات وأتربة إلى داخل الأذن.
هذا الشمع يتجمع في الإنسان بشكل بطيء، ومتواصل ؛ لكن الأذن عن طريق المئات من الشعيرات الدقيقة تتخلص منه كلما كبر كميته بطريقة لا نلحظها نحن، إذ من المعروف أن الأذن تنظف نفسها بنفسها.
وحينما تزيد سرعة الإفراز على سرعة التخلص من الشمع، يتراكم هذا الشمع، وربما يسد قناة الأذن، ويتأثر السمع نتيجة لذلك.

## أعراض زيادة الصملاخ
إذا ما أغلقت القناة السمعية بالمادة الشمعية فمن الممكن أن يقود هذا إلى مشاكل متنوعة، ويلاحظ على المصاب أنه:
1- يعاني عادة من ضعف السمع.
2- يشكو أحيانا من طنين في الأذن.
3- يعاني من عدم الاتزان.
4- يعاني من آلام حادة في أذنيه خاصة بعد الاستحمام.

## مشاكل الصملاخ
إذا حصل تلامس بين شمع الاذن والماء لفترة طويلة (مثلا أثناء السباحة) فان بعض المواد التي فيه تنحل مما قد يؤدي إلى التهاب.
إذا وجدناه قد وصل إلى الجزء الداخلي من الاذن الخارجية فقد يكون ذلك بسبب الإنسان نفسه حيث انه ينظف الاذن كثيرا فيدفع شمع الاذن إلى الداخل. فقناة الاذن الخارجية تنظف نفسها بان تدفع الشمع الذي تفرزه مع خلايا الجلد الميتة إلى الخارج، يساعد في ذلك حركة المضع.
إذا حدث مشكلة في عمليه التنقية هذه فان الشمع ممكن أن يتجمع ويسد ممر الاذن الخارجية، لن يؤدي ذلك إلى فقدان السمع الا إذا سد الشمع ممر الاذن الخارجية بصورة كاملة عندها سيكون فقد السمع من النوع الانتقالي بسبب ضعف انتقال موجات الصوت إلى طبلة الاذن.

## الأعراض
قلة السمع ويكون أكثر في النغمة الرفيعة، أحيانا ثقل في الاذن، أو طنين، نادرا ألم وعندها سيكون هناك التهاب في الاذن الخارجية.
يزيل الطبيب شمع الاذن بواسطة آلة خاصة وممكن ان يشفطه بجهاز خاص أو يضع عليه ماء تحت ضغط قوي كي يخرجه. وأحيانا ينصح المريض بتقطير اذنه قبل أن يزال الشمع كي يجعل الشمع اقل صلابة لكي يسهل إخراجه

## الوقاية
الوقاية في مثل هذه الأمور هي الأجدى والأنفع فبتصحيح بعض العادات الخاطئة لدينا نستطيع المحافظة على أسماعنا سليمة معافاة:
من أول الأمور التي يجب أن ندركها هو أن الأذن تنظف نفسها بنفسها، وتطرد المادة الشمعية باتجاه الفتحة الخارجية للقناة السمعية، وهذه المعلومة تقودنا إلى أن التنظيف اليومي المستمر، واستخدام العيدان القطنية يؤدي إلى تجميع المادة الشمعية في الجزء الداخلي من القناة السمعية، كما قد تؤدي أعواد القطن المستعملة إلى ثقب الطبلة، وتكوين الصملاخ كما يدفع التنظيف المتكرر الغدد المسؤولة عن إفراز المادة الشمعية على إفراز كميات أكبر لذا يجب الاكتفاء بتجفيف الأذنين بطرف المنشفة بعد الاستحمام.